# Piridostigmina
Piridostigmina (brometo) é um fármaco parassimpaticomimético inibidor de colinesterase, indicado em casos de miastenia gravis. Também é utilizada para reverter os efeitos de anticolinérgicos como a tubocurarina. Quimicamente trata-se de uma amina quartenária. Nome comercial: Mestinon.
É contra-indicado em pessoas com asma, DPOC, bloqueio neurogênico intestinal ou da bexiga ou transtornos cardiovasculares.

## Administração
Pode ser tomado em forma de comprimido regular várias vezes ao dia ou duas vezes com comprimidos de liberação prolongada. A frequência das doses vai depender da duração de seus efeitos. É melhor absorvida com alimentos. Possui uma janela terapêutica estreita. 

## Mecanismo de ação
Inibe a degradação da acetilcolina pela colinesterase na placa muscular facilitando a contração dos músculos.

## Efeitos colaterais
Os efeitos colaterais mais comuns são uma hiperatividade do parassimpático:
- Sonolência
- Diarreia e dor de barriga
- Náusea e vômitos
- Salivação e lacrimação excessiva
- Palidez e suor frio
- Visão embaçada (pupilas contraídas)
- Necessidade de urinar com frequência
- Ansiedade e sentimentos de pânico
- Fraqueza muscular

Não se deve dirigir logo após tomar esse medicamento pela primeira vez ou quando ele causar sonolência.